# Kaltsergheatunne
Kaltsergheatunne (Port Orford Indijanci).- Maleno pleme Tututni Indijanaca iz jugozapadnog Oregona u području kod sadašnjeg Port Orforda. Prvi u kontakt s njima dolazi 1792. George Vancouver i opisuje ih kao blage i miroljubive. Nešto kasnije, sredinom 19. stoljeća, u područje Rogue Rivera dolaze naseljenici i svojim plugovima uništavaju zemlju na kojoj su Indijanci sakupljali žir i kopali korijenje camasa. Ovo 1855-1856. dovede do ratova poznatih kao Rogue River War. Indijanci su uskoro protjerani na rezervat Siletz. Posljednji na putu dugom 125 milja, bijahu poglavica Chief 'John' (Tecumtum; “Elk Killer”), i njegova banda Etch-ka-taw-wah koji su 1856. završili na rezervatu Grand Ronde. Ostaci Indijanaca ušli su u savez s plemenima s rezervata Siletz gdje im još žive potomci.

## Ime
Kaltsergheatunne znači people on a point of land extending far into the ocean. Kod Palmera nazivani su Port Orford Indijanci

## Arheologija
U području Port Orforda nalazilo se selo Tseriadun čije su kuće bile izgrađene od cedrovog drveta, tipično za Sjeverozapadnu obalu. Selo je pripadalo Atahapaskan govornicima i ovaj su kraj naseljavali najmanje 5,000, a moguće i više od 10,000 godina, tvrdi R. Scott Byram. Oni su bez sumnje od Tututnija, odnosno plemena poznatog kao Quatomah. Stanovništvo se služilo kamenim alatom i bijahu vješti u ribarenju na moru i kopmu, trgovini i lovu. U prehrani je ovaj narod koristio stotine vrsta biljaka kao i za medicinske svrhe. Arheološka nalazi kod Port Orforda su morskog porijekla, uključujući kosti kitova, morskih lavova i vidri, tuljana, raznih obalnih riba i školjaka. Swanton u području Port Orforda navodi selo Kaltsergheatunne. Vidi i Sixes River.

## Vanjske poveznice
- Port Orford - Oregon
- Battle Rock  Arhivirana inačica izvorne stranice od 13. svibnja 2006. (Wayback Machine)